# あき竹城
あき 竹城（あき たけじょう、本名：竹田 明子〈たけだ あきこ〉、1947年〈昭和22年〉4月4日 - 2022年〈令和4年〉12月15日）は、日本の女優、タレント。山形県米沢市出身。米沢市観光親善大使。所属はオフィスあきこ。

## 来歴
6人兄弟の末っ子として米沢市に生まれる。宝塚歌劇団に憧れて育ち、小学4年生または中学生からモダンダンス教室で踊りを学ぶ。米沢の女子高へと進みそこでもダンス部に所属していたが、大阪のキャバレーでフロアダンサーをしていた姉を頼りに女子高を中退して大阪へ渡った。そこでダンサーとしてデビューし、全国各地を巡って踊った。
フロアダンサーやヌードダンサーなどの下積みを経て、1974年に日劇ミュージックホールに進出し舞台を踏んだ。そこではコントにも出演し、山形弁を披露した。あきの山形弁は注目を浴び、それを持ち味にしたコメディエンヌと認知され、1976年には東京12チャンネルのバラエティ番組『独占!男の時間』へ出演し、テレビ初出演も果たすようになった。
同1976年からは映画の出演も開始し『ピラニア軍団 ダボシャツの天』などに助演、1977年には東映映画『トラック野郎・度胸一番星』に出演した。同作では追跡中にトラックの排気ガスで顔半分が黒くなった上、上着を剥ぎ取られる婦人警官役で、トップレス姿を披露した。のちに今村昌平監督に抜擢され、1983年の『楢山節考』に緒形拳の後妻役で出演したことで女優としても地位を確立した。当初は1978年の『喜劇役者たち 九八とゲイブル』のストリッパー役などのヌードを要望される役が多かったが、その演技力を認められてからは、性格俳優として『野々村病院物語』（1981年・TBSテレビ）、『夜叉』（1985年・グループ・エンカウンター製作映画）、『マルタイの女』（1997年・東宝配給映画）などに出演、NHKでは『徳川家康』（1983年）、『青春家族』（1989年）、『八代将軍吉宗』（1995年）、『私の青空』（2000年）、『どんど晴れ』（2007年）、『天地人』（2009年）などの大河ドラマや連続テレビ小説に出演しコミカルからシリアスな役までこなす硬軟自在の名脇役として支持を得た。
1990年代後半からは女優業という枠を超え、ユニークなトークを「山形弁丸出しで」話す、明るいオバサンとして独自のキャラクターを生かしてバラエティ番組で活躍した。
2020年頃に大腸がんを患い、「元気なあき竹城でごあいさつしたい」と本人の希望もあり公表せず、レギュラー番組を降板し闘病していたが、2022年秋頃に病状が悪化、同年12月15日大腸がんのため東京都内の病院で死去。75歳没。訃報は同月20日に公表された。

## 人物

### 趣味嗜好
- ペットで亀を飼っており[7]、休日は亀のドンちゃんとハレちゃんと遊ぶ。あきによると「亀と目を合わすと亀がストレスを感じるからダメ。亀を見るときは遠目から見る。亀は意外と早く動き、目を離すとチョコチョコっとどこかへ行ってしまうので軽く足で止める」とのことである。
- ホーロー看板を収集している。
- 不二家のペコちゃんを好み、あきによると人形やグッズなど1000個ほど持ってるとのこと[8]。

### 番組エピソード
お洒落のこだわりを聞かれ『AS KNOW AS』（西武池袋本店）の可愛いスタッフが着用している同じ服の「大きいサイズ」を購入し着ていると答えた。着用時の写真が公開され、「私のような年代だとなかなかこういう服を着るのは勇気がいるけど、私は着こなせます」と語っている。また、ピンクを好み、先述の写真に写る椅子もピンクだった。同番組の共演者から冗談混じりに下着の色を聞かれ「そんなこと聞くの?…白でフリル…」と回答したところで上田晋也に止められた。
山形弁を教えてとの質問に、「おしょうしな（ありがとう）」と答えた。続けて「『あっあーい!』って言葉があって、飲食店などに入って「ごめんください」という意味だと解説する。しかし、聞き馴染みのない言い回しとあきの明るいキャラクターもあり、「それあきさんだけが使ってるんでは?」「『ごめんください』がどうなって『あっあーい』になるのかが分からない」などと指摘された。『おしょうしな』『あっあーい』のどちらも山形県の米沢市周辺の方言とされ、現地では「おしょうしなっす」や「あっあえー」と使われているのが一般的である。補足だが、現在米沢市で「あっあえー」と使うのは中高年が多く、若い世代では滅多に使わない。

### その他のエピソード
- 本来は宝塚に入りたかったが[9]、習い事にかかる金銭面などの理由で断念した。
- 毎日放送制作（TBS系)『ドラマ30』「ある日突然…」で主役を演じていた頃、電車で女子高生が自分のことを「ほら、個性が強くて主役はれない女優さん」と噂しているのを耳にした。
- 芸名は大阪などのクラブに出演していた頃に考えたということで、あきによると「竹で城を造ったら風を受けて傾いても、しなって倒れない」ということと、周りの人から「あきさん」と呼ばれたいと言う理由から本名を生かして最初は『竹城あき』を名乗っていたが、よく「たけしろ」と読み間違えられたことから、名前を先にして『あき竹城』という芸名にした。こうしたら周りがちゃんと「たけじょう」と正しく呼んでくれるようになったという[1]。
- デビュー当時はピンク・レディーとよく仕事をしていたという。
- コメディアンのたこ八郎がプロボクサー出身でパンチドランカーの症状があったことから何かと尽力しており、1985年のたこの葬儀では、たこの師匠だった由利徹、赤塚不二夫と共に号泣した。
- 過去に『年上かもめ』という歌をレコーディングしている。この歌は、「色気のある年上女性（あき）が、年下の若い男性を応援する歌」でセクシーな内容となっている。冒頭に山形弁によるセリフで始まり、歌も山形弁を使ったものだった。なおB面の『乱調花笠音頭』では、逆に弱々しくなった男達に発破をかけている。
- 餃子で有名な中華レストラン「王将」の無料券を何枚か持っていたので、友人たち数人で王将に行った。いろいろ注文していざ支払いになり無料券を出したが店員から「これ、違いますよ」と言われた。その時初めて「餃子の王将」と「大阪王将」が別の店だと知って戸惑ったことがある。
- 東京ガールズコレクションには、『スター☆ドラフト会議』（2012年1月24日放送）の番組中、清純派女優を目指す美女（葉山織江）のスカウティングタイムに「私も出たい」と猛アピールして出演が決まった[10]。ド派手なウィッグとギャルメイクで話題となった[11]。
- インパクトのあるキャラクターでバラエティーに多数出演しているが、プライベートについてはほとんど語ることはない。特に結婚や家族については顕著で、1988年に8歳年下の男性と結婚しているが、子供の有無も明かされていない。
- ベテラン女優だが、長時間のロケや体を張った笑いも受け入れ、生来の朗らかな雰囲気で収録に臨む。スタッフをはじめ若者やエキストラにまで丁寧な挨拶をする様は業界人からの評判が高い。

## 出演

### 映画
- 河内のオッサンの唄 よう来たのワレ（1976年） - ホステス・ルミ 役
- ピラニア軍団 ダボシャツの天（1977年） - ミキ 役
- トラック野郎・度胸一番星（1977年）
- 仁義と抗争（1977年）
- こちら葛飾区亀有公園前派出所（1977年）
- 喜劇役者たち 九八とゲイブル（1978年） - シルバー・緑 役
- 男はつらいよ 寅次郎かもめ歌 （1980年） - スルメ工場のおばさん 役
- 夏の別れ（1981年） - 女相撲のような女1 役
- 男はつらいよ 口笛を吹く寅次郎（1983年） - 親方熊の新妻 役
- 楢山節考（1983年） - 玉やん 役
- 居酒屋兆治（1983年） - モツ屋 役
- おしん（1984年） - つね 役
- テラ戦士ΨBOY（1985年）
- 夜叉（1985年） - とら 役
- 二十四の瞳（1987年） - よろず屋 役
- ドン松五郎の大冒険（1987年）
- せんせい（1989年） - 淳一の母 役
- スーパーの女（1996年） ‐ 惣菜部チーフ・ウメさん 役
- マルタイの女（1997年） - お手伝い・三輪さん 役
- 必殺始末人（1997年）
- 完全なる飼育（1999年）
- アイ・ラヴ・ユー（1999年） - 森田恵子 役
- DRUG（2001年） - 都築
- 新・雪国（2002年） - 美帆
- 化粧師 KEWAISHI（2002年） - ふさ 役
- アイデン&ティティ（2003年） - 中島の母 役
- 恋するトマト（2005年）
- 待合室（2006年） - 山本澄江 役
- 嫌われ松子の一生（2006年） - 看守 役
- 小さいおうち（2014年） - カネ（タキの祖母） 役

### テレビドラマ
NHK総合
- 大河ドラマ
  - 峠の群像（1982年） - 茶屋の女 役
  - 徳川家康（1983年） - 台所の女 役
  - 八代将軍吉宗（1995年） - 三浦屋おかみ 役
  - 天地人（2009年） - 侍女・かよ 役

- 連続テレビ小説
  - ロマンス（1984年） - よし 役
  - 青春家族（1989年） - 福光誠子 役
  - 春よ、来い（1994年 - 1995年） - 山田サダ 役
  - 私の青空（2000年 - 2002年） - 高島（旧姓：星）小百合 役
  - どんど晴れ（2007年） - 小野時江（仲居頭） 役

- 銀河テレビ小説
  - まんだら屋の良太（1986年） - 福助 役

- 腕におぼえあり（1992年） - みね 役
- 十時半睡事件帖（1994年） - 加代 役
- 清左衛門残日録 〜仇討ち!播磨屋の決闘〜（1995年） - 年江 役
- 土曜ドラマ
  - 女たちの帝国（1997年） - みずえの母 役

- 蜜蜂の休暇（2001年） - 管理人の妻 役
- 人生はフルコース（2006年）
- すみれの花咲く頃（2007年） - 岡崎京子 役
- 八日目の蝉（2010年） - 薬局の主人 役
- てのひらのメモ（2010年） - 花岡裁判員 役

日本テレビ系
- オレの愛妻物語（1978年）
  - 第8回 - タメ子 役

- 熱中時代 刑事編 第23話「KO強盗と放火魔」（1979年） - 道子 役
- 桃太郎侍（東映）
  - 第181話「純情ひとすじ廓の恋」（1980年）- およね 役

- あこがれベビー（1981年） - カネ子 役
- 天まであがれ!（1982年） - 光子ママ 役
- 事件記者チャボ!（1984年） - 木村常子 役
- 気分は名探偵（1984年） - 稲村町子 役
- 外科医有森冴子（1993年）
- ちょっと危ない園長さん（1993年） - 丸山幸代 役
- 家なき子2（1995年） - 尾上シメ 役
- 永遠の仔（2000年） - 内田婦長 役
- 火曜サスペンス劇場
  - 「サラ金業者の妻」（1987年）
  - 「悪夢の花嫁」（1987年）
  - 「監察医・室生亜季子」（1989年） - 亀屋増子 役
  - 「女動物医事件簿」（1990年）
  - 「掏摸」（1993年） - 本田寅子 役
  - 「弁護士・高林鮎子」（1999年）
  - 「弁護士・朝日岳之助14」（1999年） - 前島春代 役
  - 「警部補 佃次郎19」（2004年） - 植木勝子 役

TBS系
- 噂の刑事トミーとマツ（1979年 - 1982年）
  - 第5話「トミマツ真ッ青・女の戦争」（1979年） - 中野の妻 役
  - 第9話「トミマツのセメント詰め」（1979年）
  - 第40話「Oh NO! 悪い予感は必ず当る」（1980年） - 下着泥棒被害者 役

- 秘密のデカちゃん 第16話「ノラ猫もあっと驚く熱いチュウ」（1981年） - 夫婦喧嘩の妻 役
- われら動物家族（1981年） - 杉本勝子 役
- 野々村病院物語（1981年 - 1982年） - 竹田カネ 役
- 野々村病院物語II（1982年 - 1983年）
- Gメン'75 　第248話 「警察の中に出た幽霊」（1980年） − 夫婦ゲンカの妻 役
- Gメン'82
  - 第5話「私は殺される!」（1982年） − 柿沼ヨシ子 役

- 金曜日の妻たちへ（1983年） - 泉たか子 役
- 松本清張の共犯者（1983年） - 萬木志保子 役
- ちびっ子かあちゃん（1983年） - 糸井キヌ子 役
- 青が散る（1983年 - 1984年） - 堰富子 役
- 千春子（1983 - 1984年） - 片山のぶ 役
- 輝きたいの（1984年） - 友永桃江 役
- 3年B組金八先生（1984年） - 梶浦トシ 役
- 西田敏行の泣いてたまるか
  - 第8話「父ちゃんはタクシードライバー」（1986年）

- ある日、突然…（1992年、毎日放送） - 井村直子 役
- 詐欺 狙われた実印（1995年、CBC）
- 命つないで（1996年、毎日放送）
- 人面瘡（2003年）
- 虹のかなた（2004年、毎日放送） - 唐沢ゆき子 役
- 猟奇的な彼女（2008年） - 質屋・河田の元妻 役
- 月曜ドラマスペシャル
  - 「湯けむり仲居純情日記3」（1994年） - 池田敏江 役

- 月曜ミステリー劇場
  - 「十津川警部シリーズ」（1997年 - 2002年） - 亀井公子 役
  - 「万引きGメン・二階堂雪」（1998年 - 2011年） - 滝伸子 役
  - 「税務調査官・窓際太郎の事件簿」（2002年）
  - 「カードGメン・小早川茜8」（2005年） - 太木夢子 役
  - 「駅弁刑事・神保徳之助」（2007年）

フジテレビ系
- 江戸の渦潮（1978年）
  - 第7話「強く咲け！花一輪」

- サザエさんVS意地悪ばあさんVSいじわる看護婦（1984年） - 川口順子 役
- エド・はるみ物語（2008年） - 小倉佐知代 役
- ザ・ドラマチックナイト
  - 「松本清張の地方紙を買う女」（1987年）

- 金曜エンタテイメント
  - 「夏樹静子ミステリー アリバイの彼方に」（2000年 - 2005年） - 山下春江 役
  - 「京都喰い道楽 古本屋探偵ミステリー」（2002年12月） - しのぶ 役
    - 「京都食い道楽!古本屋探偵ミステリー2 夏目漱石に秘められた哀しい恋文」（2004年5月）

テレビ朝日系
- 必殺シリーズ
  - 新・必殺からくり人 第5話「東海道五十三次殺し旅 府中」（1977年、朝日放送） - 鬼太郎 役
  - 必殺仕事人V・旋風編 第1話「主水エスカルゴを食べる」（1986年） - お松 役

- 暴れん坊将軍シリーズ
  - 吉宗評判記暴れん坊将軍 第24話「七里飛脚は鬼より恐い」（1978年） - おかよ 役
  - 暴れん坊将軍II 第70話「男は愛嬌 女はチカラで勝負する！」（1984年） - 米沢藩別式女おくら 役

- 西部警察
  - 第11話「燃えつきた獣たち」（1979年） - 手相見のおはる 役

- 天山先生本日も多忙（1979年） - マダム竹子（バーのママ） 役
- 長七郎天下ご免! 第10話「浮かれて泣いた大漁節」（1980年） - おたみ 役
- 遠山の金さん（1982年 - 1985年）※高橋英樹版
- 人妻捜査官（朝日放送）
  - 第14話「疑惑!?エアロビクスの未亡人」（1984年）

- ただいま絶好調!
  - 第3話「俺はロッキーだ」（1985年）

- ママ、大変だァ!（1985年） - 大山周子 役
- 私鉄沿線97分署
  - 第35話「子連れサギ師でエキサイト‼︎」（1985年） - 畠山ふみ子 役

- 傑作時代劇（1987年）
  - 「かるわざ剣法 恋も抜き打ち素浪人」
  - 「かあちゃん 男女六人、一軒長屋の肝っ玉母賛歌」

- はぐれ刑事純情派（1988年 - 1999年） - 準レギュラー・城山竹子巡査 役
  - 第1シリーズ・第2話「伊豆湯けむり危険な密会」（1988年）
  - 第2シリーズ・第13話「小さな目撃者」（1989年）
  - 第8シリーズ・第2話「男の売春！安浦刑事の潜入捜査」（1995年）
  - 第10シリーズ・第1話「母と娘10年目の再会！南紀・房総、二つの勝浦を結ぶ殺意」（1997年）
  - 第11シリーズ・第1話「無差別に襲われた女・連続通り魔！父が家庭を捨てた!?」（1998年）
  - 第11シリーズ・第11話「幼児虐待の謎!? 母の生還」（1998年）
  - 第12シリーズ・第20話「女巡査が犯人!? 水着を買う女！」（1999年）

- 外科医・夏目三四郎（1998年） - 酒匂菊 役
- TRICK2 「episode 1・六ツ墓村」第1話「六墓」・第2話「落ち武者の謎」（2002年） - 梅竹 役
- 歓喜の歌（2008年、北海道テレビ）
- 土曜ワイド劇場
  - 「島めぐり豪華フェリー花嫁ツアー殺人事件」（1988年）
  - 「はみだし弁護士・巽志郎」（1996年 - 、朝日放送） - 野村真知子 役
  - 「京都の芸者弁護士事件簿」（1998年、朝日放送） - 西山信江 役
  - 「京都殺人案内」（2002年、朝日放送） - 井上伸子 役
  - 「第一級殺人弁護」（2003年） - 尾田敦子 役

テレビ東京系
- ウッチャンナンチャンのコンビニエンス物語（1990年） - 笹川哲子 役

### バラエティ・トーク番組
- マダムんむん（TBS）
- 秘密のケンミンSHOW（読売テレビ）
- 愛のエプロン（テレビ朝日）
- なるほど!ハイスクール（日本テレビ）
- スター☆ドラフト会議（日本テレビ）
- シルシルミシルさんデー（テレビ朝日）
- SASUKE（TBS） - 第30回・第33回・第34回スタジオ出演者
- 炎の体育会TV（TBS）

### 情報・教養番組
- いい旅・夢気分（テレビ東京）
- 旅の香り（テレビ朝日）
- 田舎に泊まろう!（テレビ東京）
- 冬の釧路&根室は魚がうまい!〜海の幸ショッピング〜（札幌テレビ）
- あき竹城の北海道 味の物産市!（札幌テレビ）
- みいつけた!（2013年-、NHK教育） - ララばあちゃん 役（声の出演）

### CM

#### 全国CM
- エスエス製薬「エスカップ」（1983年、たこ八郎・谷隼人と共演）
- サントリー「サントリーエード」（1984年）
- 新進食料工業「お漬物はしんしん」（1985年）
- 日立製作所「蛍光灯 あかるい輪」・「照明器具 あかり自慢」（1989年）
- 富士通ゼネラル「エアコン・ミンミン」
- セネファ「せんねん灸」（1990年代）
- はくばく「骨太家族」
- アース製薬「フォローユー」（吉幾三と共演）
- P&Gジャパン
  - 「レノア」（2007年）
  - 「ファブリーズ」（2016年、「車用ファブリーズ・芳香夫人篇」で松岡修造と共演）[12]
- NHK「みんなで防ごう振り込め詐欺」（2008年）
- トヨタ自動車「パッソ」（2009年、「もってって篇」で加藤ローサと共演）
- ソフトバンクモバイル（2011年）
- リクルート
  - 「ゼクシィ」（2013年）
  - 「タウンワーク」（2016年、松本人志と共演）[13]
- GREE「探検ドリランド」（2013年、篠原涼子・速水もこみち・松重豊・南明奈・箕輪はるかと共演）[14]
- 久光製薬「アレグラFX」（2014年、母の一喝篇）
- アートネイチャー「フォルテチャーム」（2014年）
- Elex Wireless「クラッシュオブキングス」（2015年、城島茂と共演）
- 象印マホービン「圧力IH炊飯ジャー（南部鉄器 極め羽釜）」（2017年、尾野真千子と共演）[15]
- 森永乳業「トリプルアタックヨーグルト」（2018年、中川家・藤田弓子と共演）[16][17][注 1]

#### ローカルCM

##### 山形県内
- 日本製乳「おしどりミルクケーキ」（1986年）
- 山形県民共済（2012年 - ）

##### 他の地域
- 株式会社ソワンド・ボーテ サビーナ自然化粧品（北海道ローカル）
- グランドキャバレー ゴールデン赤坂（関東ローカル）
- 関西ランチ「ビッグランチ」（1990年、関西ローカル）

### Fashion Show
- 第14回 TOKYO GIRLS COLLECTION 2012 SPRING / SUMMER（2012年3月3日、横浜アリーナ）

## ディスコグラフィ

### シングル
| 発売日               | 面                   | タイトル             | 作詞                 | 作曲                 | 編曲                 | 規格                 | 規格品番             |
| ミノルフォンレコード | ミノルフォンレコード | ミノルフォンレコード | ミノルフォンレコード | ミノルフォンレコード | ミノルフォンレコード | ミノルフォンレコード | ミノルフォンレコード |
| -------------------- | -------------------- | -------------------- | -------------------- | -------------------- | -------------------- | -------------------- | -------------------- |
| 1977年6月            | A                    | 年上かもめ           | 山本正之             | 山本正之             | 土持城夫             | EP                   | KA-1056              |
| 1977年6月            | B                    | 乱調花笠音頭         | 奈加ますみ           | まつもと重信         | 土持城夫             | EP                   | KA-1056              |
| ポリドールレコード   |                      |                      |                      |                      |                      |                      |                      |
| 1986年12月21日       | A                    | やっぱり山形         | 玉川良一             | みさき司郎           | 杉村俊博             | EP                   | 7DX-1469             |
| 1986年12月21日       | B                    | お金が恐い           | 玉川良一             | みさき司郎           | 杉村俊博             | EP                   | 7DX-1469             |

### オムニバスアルバム
- 秘宝盤(2) アイドル＆コミック編（2010年12月8日、徳間ジャパンコミュニケーションズ、TKCA-73604） - 「年上かもめ」収録。